# La Patria (Paraguay)
La Patria es una localidad paraguaya del Departamento de Boquerón, ubicada sobre la ruta PY09 "Transchaco", a unos 115 km de la frontera con Bolivia. Es un sitio de paso prácticamente obligado en la ruta que hay entre Asunción y Santa Cruz de la Sierra. 
Administrativamente forma parte y depende del municipio de Mariscal Estigarribia, ubicado a unos 122 km de distancia. 
Actualmente el lugar se encuentra escasamente poblado, contando con unos 500 habitantes aproximadamente, pero con las inversiones del gobierno paraguayo y de empresas privadas la zona está creciendo y desarrollándose poco a poco.
Esta localidad no debe ser confundida con la Comunidad Indígena La Patria, un pequeño poblado del municipio de Puerto Pinasco, Departamento de Presidente Hayes.

## Toponimia
Su nombre proviene de las «Estancias de la Patria» término utilizado durante el gobierno del Dr. Francia para referirse a aquellas tierras estatales que el gobierno paraguayo prestaba a la población paraguaya de baja condición social para su uso, subsistencia y producción por varios años, sin cobrarle ningún tipo de impuestos. Por lo que en 1936, durante el gobierno de Rafael Franco se quiso hacer lo mismo, pero esta vez en el Chaco Boreal, por lo que se llamó al lugar como «La Patria» en honor a aquel modelo de trabajo que hacía más de un siglo (específicamente de 1811 a 1865) fue sinónimo de abundancia, autosuficiencia y prosperidad para el pueblo paraguayo.

## Historia
Desde 1905 Bolivia empezó a ocupar discretamente el Chaco Boreal, que en ese tiempo se encontraba en disputa con Paraguay, construyendo pequeños fuertes militares conocidos como "fortines". En 1931 los bolivianos fundaron el Fortín Garrapatal, a pocos kilómetros de la actual ubicación de La Patria. Se dice que se llamó "Garrapatal" por la gran cantidad de garrapatas que había en el lugar.
Entre 1932 y 1935 estalló la Guerra del Chaco entre Paraguay y Bolivia y a pocos kilómetros del Fortín Garrapatal se libraron varias batallas importantes como la Batalla de Cañada Tarija, tras la cual el ejército paraguayo capturó todos los fortines bolivianos de la zona.
En 1936, durante el gobierno de Rafael Franco se fundó oficialmente la comunidad de La Patria, a 11 km al noroeste del Fortín Garrapatal, en esta comunidad se trató de replicar el modelo de trabajo de las "Estancias de la Patria" del gobierno del Dr. Francia, el cual se basaba en prestar las tierras estatales a personas de bajos recursos para que trabajen la tierra y produzcan por varios años de forma autosuficiente, sin cobrarles ningún tipo de impuesto, y así también fomentar la población del Chaco Paraguayo. Sin embargo, debido a su lejana ubicación, la escasa infraestructura y las difíciles condiciones de vida, el plan no tuvo mucho éxito y muy pocos civiles decidieron mudarse al lugar en esos años, siendo la mayoría de la población únicamente militares, misioneros y nativos.

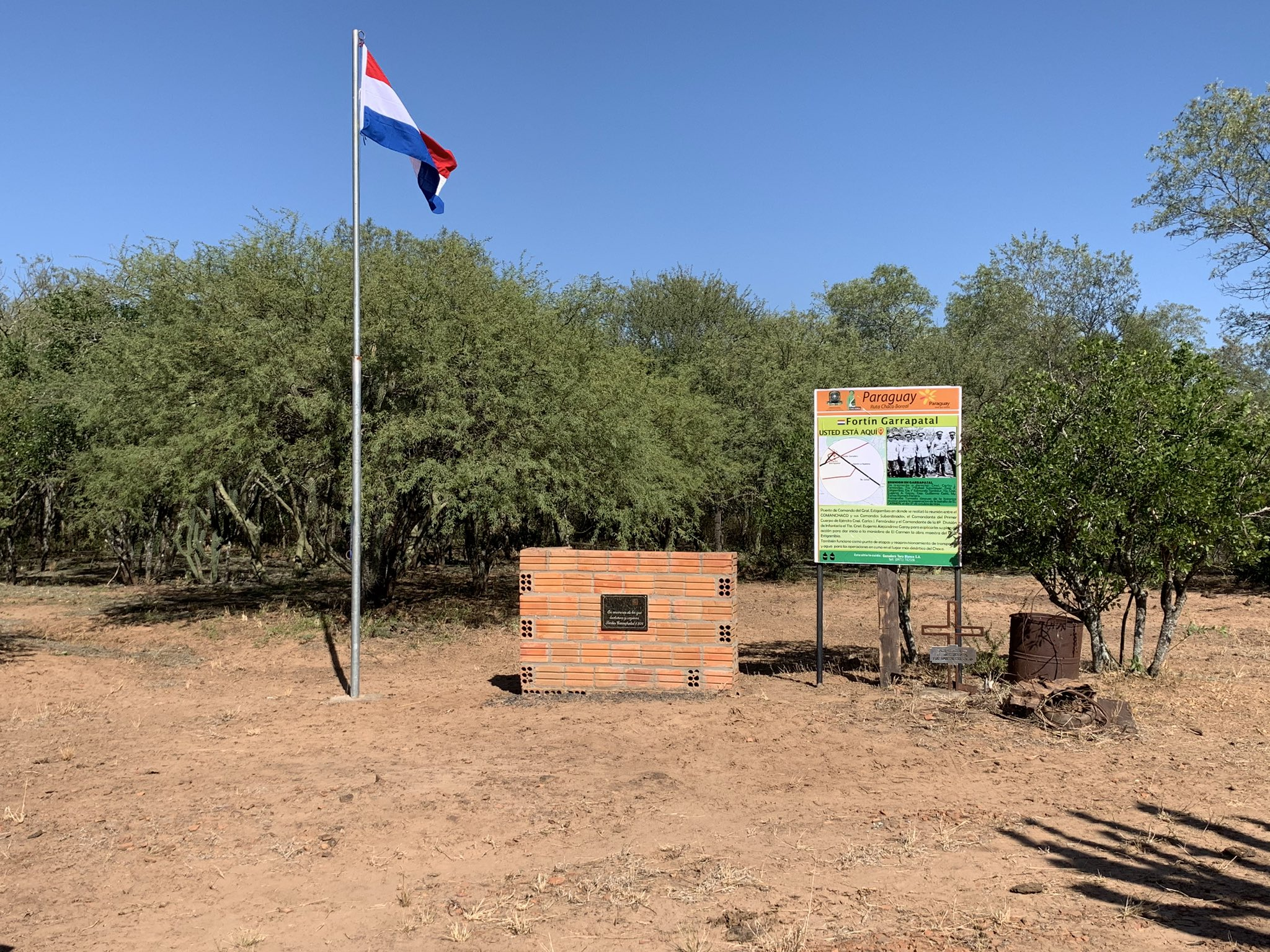
Monumento en el Fortín Garrapatal.

En 1938 se firmó el Tratado de paz, amistad y límites entre Bolivia y Paraguay, donde el Fortín Garrapatal y por lo tanto también La Patria quedaron definitivamente dentro de territorio paraguayo y fue rebautizado como Fortín Teniente Primero Ramiro Espínola, aunque en la actualidad se usa más frecuentemente su antiguo nombre.
Desde 1992, La Patria forma parte y depende administrativamente del municipio de Mariscal Estigarribia, ubicado a unos 122 km de distancia.
El 20 de julio de 2007 finalmente se inauguró la carretera asfaltada de 115 km que une La Patria con Mayor Infante Rivarola (frontera con Bolivia), aunque hubo muchas quejas por el poco grosor y la mala calidad de la ruta, que en pocos años ya estaba en malas condiciones. Pero en el año 2018 se rehabilitó nuevamente la ruta asfaltada, siendo esta vez un trabajo de buena calidad.

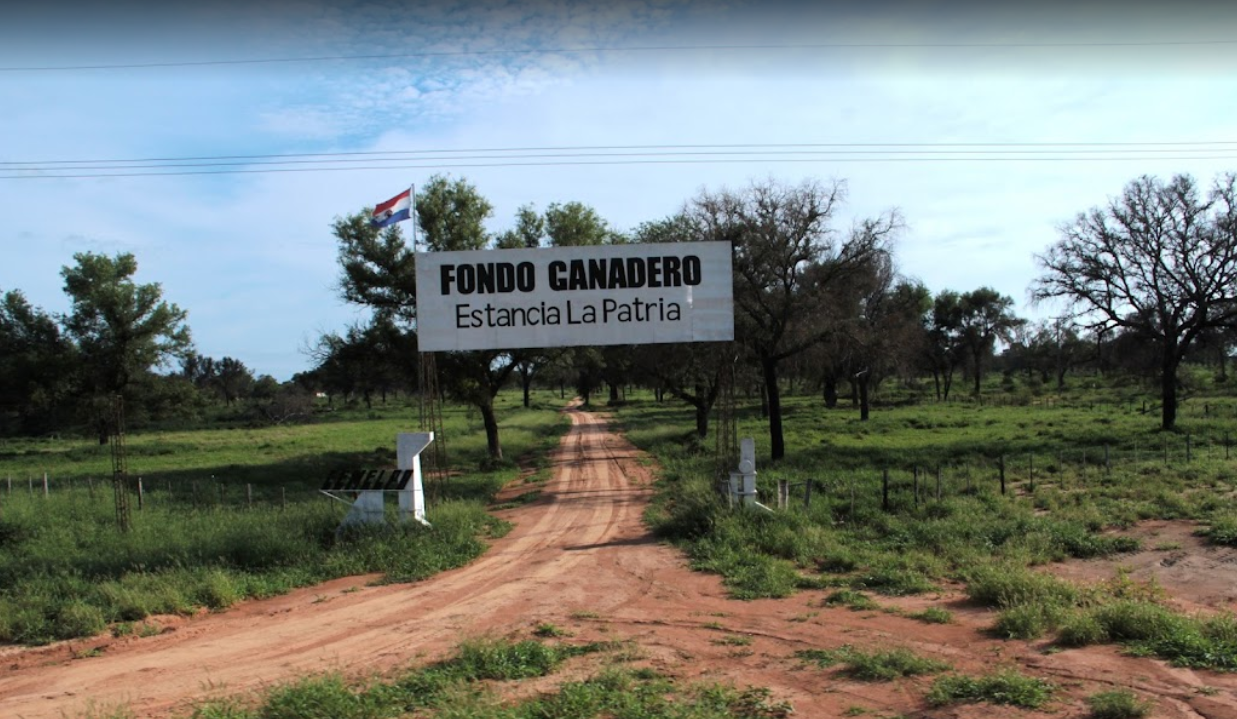
Histórica Estancia La Patria.

En el año 2020 hubo una polémica porque las históricas tierras estatales de la "Estancia La Patria" de más de 15.000 hectáreas administradas por el Fondo Ganadero iban a ser subastadas a escondidas al mejor postor, generando un descontento general en la población y los medios de comunicación, que al enterarse protestaron y evitaron su venta, ya que es considerada un patrimonio histórico y natural del Paraguay, por lo que desde el 2021 se está trabajando para que el lugar sea nombrado como una reserva natural protegida en el futuro.

## Infraestructura
Desde el año 2018 gracias al mejoramiento de caminos y servicios por parte del gobierno paraguayo y a las inversiones de empresarios privados la zona se está poblando, presentando un crecimiento y desarrollo considerable en comparación a años anteriores.
El lugar cuenta con algunas instituciones públicas como: una comisaría local, una oficina de delitos económicos y antinarcóticos. una oficina de la patrulla caminera (policía de tránsito), una institución educativa que cuenta con internado para alumnos, un centro de salud (Unidad de Salud Familiar La Patria) y un juzgado de paz.

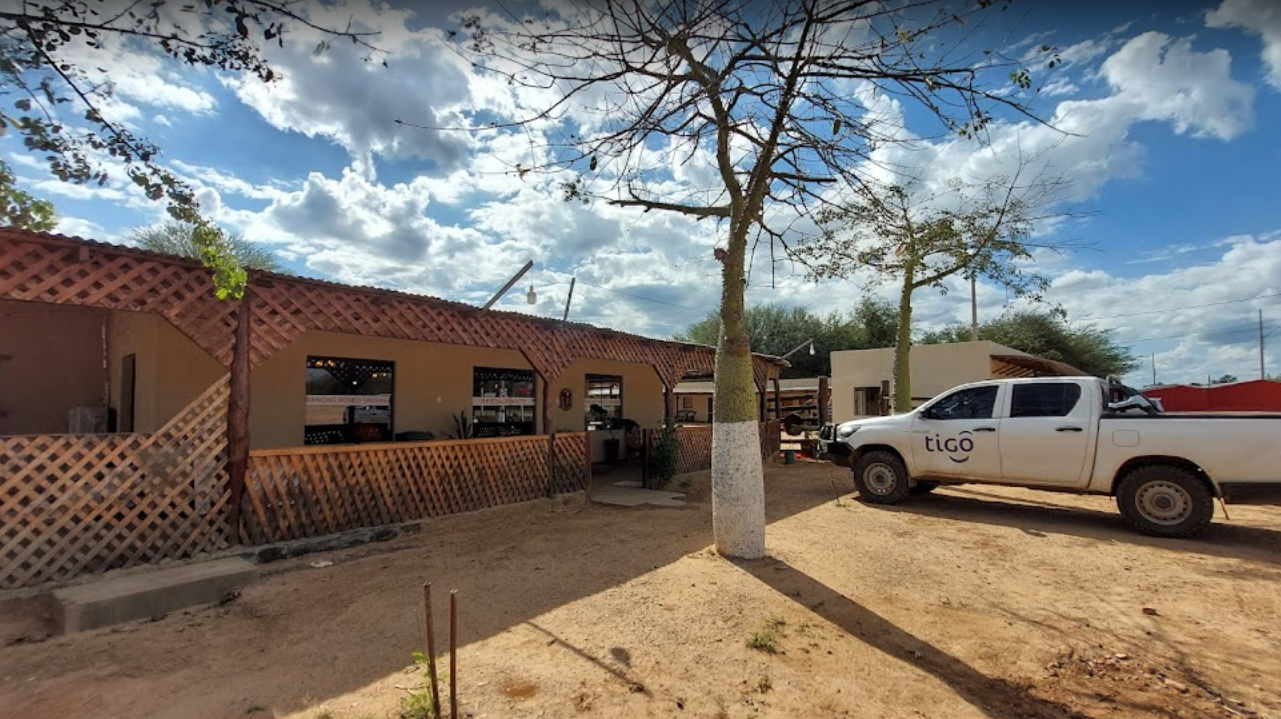
Hotel en La Patria.

También cuenta con algunos locales comerciales y empresas privadas que suplen las necesidades básicas de los habitantes y viajeros que pasan por la comunidad, como por ejemplo: estaciones de servicio, gomerías, talleres mecánicos, minimercados, hotel con alojamiento, restaurante, etc.

## Clima
El clima en esta zona se clasifica como clima semiárido cálido, uno de los más extremos y hostiles de Paraguay, destacándose por sus altas temperaturas, que llegan hasta los 46 °C a la sombra en verano y temperaturas de hasta -5 °C bajo cero en invierno. Esto también se debe a distintos factores como su proximidad al Trópico de Capricornio, las condiciones del terreno, la escasa vegetación y la deforestación.